# Звягино (Ржевский район)
Звягино — деревня в Ржевском районе Тверской области, входит в состав сельского поселения «Чертолино».

## География
Деревня находится близ автодороги М-9 «Балтия» в 5 км на восток от центра сельского поселения посёлка Чертолино и в 26 км на запад от города Ржева.  

## История
В конце XIX — начале XX века деревня входила в состав Лаптевской волости Ржевского уезда Тверской губернии. В 1883 году в деревне был 31 двор; промыслы: земледельческие работы, извоз.
С 1929 года деревня являлась центром Звягинского сельсовета Ржевского района Ржевского округа Московской области, с 1935 года — в составе Калининской области, с 1994 года — центр Звягинского сельского округа, с 2005 года — в составе сельского поселения «Чертолино».
До 2019 года в деревне действовала Звягинская начальная общеобразовательная школа.

## Население
| 1859 | 1883 | 1920 | 1997 | 2002 | 2010 |
| ---- | ---- | ---- | ---- | ---- | ---- |
| 138  | ↗197 | ↗250 | ↗320 | ↘313 | ↗330 |

## Достопримечательности
В деревне расположен мемориал «Ржевская Хатынь» в память о деревне Афанасово, сожжённой в годы Великой Отечественной войны.